# Eufrasia del Sacro Cuore di Gesù
Eufrasia del Sacro Cuore di Gesù, al secolo Rosa Eluvathingal (Kattoor, 7 ottobre 1877 – Ollur, 29 agosto 1952), è stata una religiosa indiana della Congregazione delle Suore Carmelitane della Madre del Carmelo. Beatificata nel 2006 da papa Benedetto XVI, è stata proclamata santa da papa Francesco nel 2014.

## Biografia
Eufrasia del Sacro Cuore di Gesù nacque il 7 ottobre 1877 a Kattoor, presso Trichur, in India, da genitori cattolici.
Nel 1888 entrò nell'educandato della Congregazione delle Suore Carmelitane della Madre del Carmelo, a Konammayu. Il 10 maggio 1897 vestì l'abito della Congregazione, ed il 24 maggio 1900, nel convento di Ollur, professò i voti.

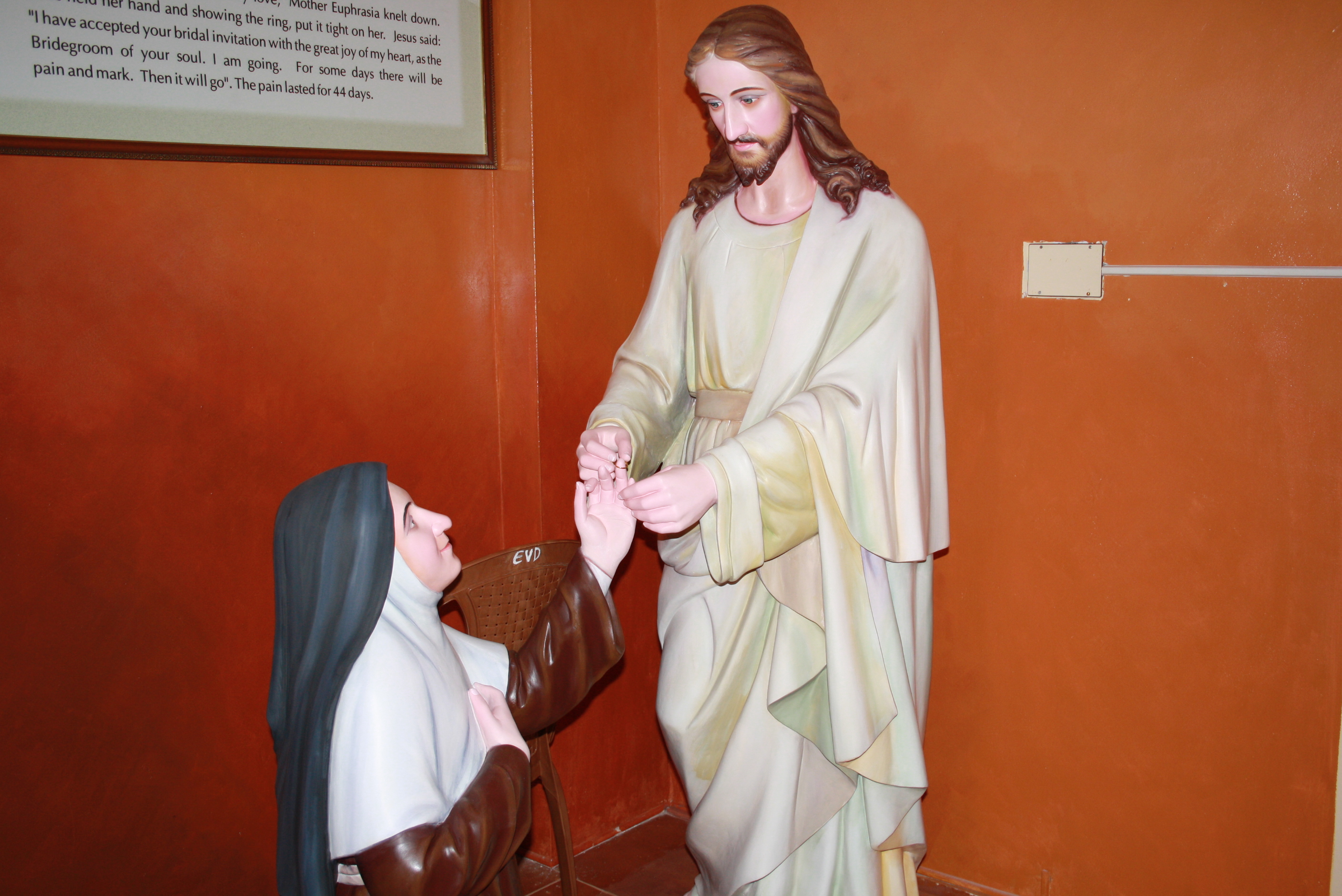
Due statue presenti nel museo dedicato ad Eufrasia del Sacro Cuore rappresentanti l'apparizione di Cristo a Santa Eufrasia

Fu eletta superiora e maestra delle novizie. La gente di Ollur, vedendola sempre pregare e recitare il Santo Rosario, la soprannominò "madre orante", mentre le consorelle la chiamavano "madre tabernacolo" o "Tabernacolo Mobile". Fu un modello di vita per tutti. Fu molto devota al Sacro Cuore di Gesù, al Santissimo Sacramento, al Salvatore Crocifisso e alla Vergine Maria. Tra le tante opere da lei compiute, soccorse prontamente la popoloazione di Ollur durante un'epidemia di colera scoppiata nella regione.
Spirò il 29 agosto 1952 a causa della sua salute cagionevole.

## Il processo di canonizzazione ed il culto

### L'inizio del processo
Il 27 settembre 1986 iniziò ad Ollur il processo di canonizzazione di Madre Eufrasia. Il 13 agosto 1987 padre Lucas Vithuvatikal venne nominato Postulatore della causa. Prestò giuramento come Postulatore alla presenza di mons. Mar Joseph Kundukulam, Arcivescovo Metropolita di Thrissur il 29 agosto 1987 e Madre Eufrasia venne dichiarata "Serva di Dio" lo stesso giorno.

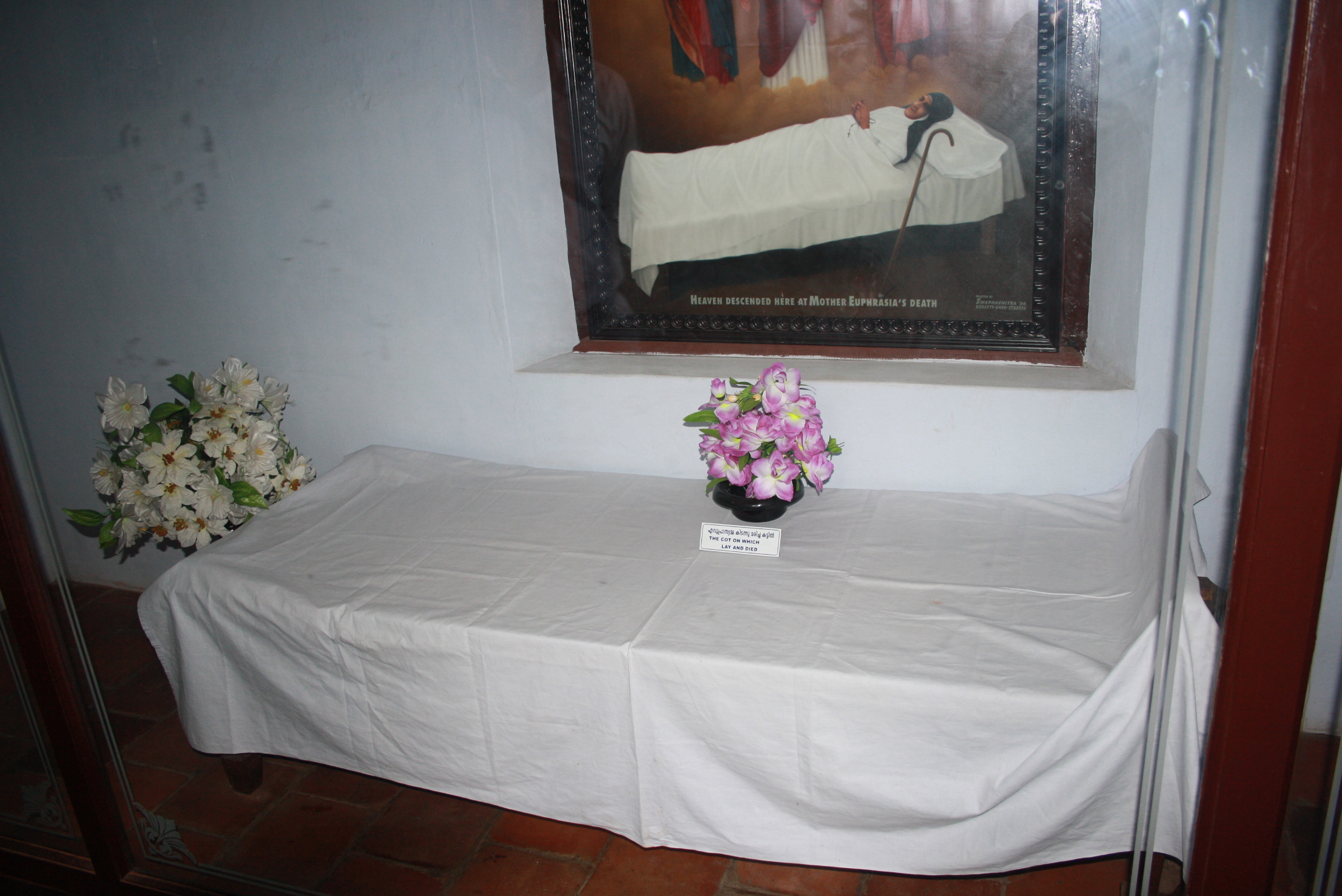
Il letto su cui Madre Eufrasia esalò il suo ultimo respiro nel convento di Ollur. Oggi il letto si trova esposto nel museo a lei dedicato

Nel 1988 venne istituito da mons. Kundukulam il Tribunale diocesano per la Causa di beatificazione di Madre Eufrasia. I lavori del Tribunale vennero terminati il 19 giugno 1991. Il 30 gennaio 1990 fu aperta la tomba di Eufrasia e le sue spoglie furono trasferite in un sepolcro di nuova costruzione all'interno della cappella del Convento di Santa Maria.
Il 5 luglio 2002 papa Giovanni Paolo II ha autorizzato la Congregazione per le Cause dei Santi a promulgare il decreto riguardante le virtù eroiche di Eufrasia del Sacro Cuore, riconoscendole il titolo di venerabile.

### Il miracolo per la beatificazione
Il primo miracolo riconosciuto dalla Chiesa cattolica ai fini della beatificazione di Eufrasia del Sacro Cuore riguarda un falegname, Thomas Tharakan, della città di Anchery (distretto di Ollur), affetto da cancro alle ossa. Dopo la diagnosi, Thomas venne ricoverato in ospedale per una settimana per procedere ad un intervento chirurgico. Poco prima dell'operazione fu fatta eseguire una TC, la quale mostrava nessun segno di tumore, mentre un precedente referto attestava il contrario. Rosy, sorella di Thomas, affermò che la guarigione del fratello fu il risultato della sua preghiera a Madre Eufrasia.
Dopo il riconoscimento del miracolo, venne beatificata il 3 dicembre 2006 nel corso di una cerimonia celebrata sul piazzale della chiesa parrocchiale di Sant'Antonio a Ollur e presieduta dal cardinale Varkey Vithayathil, arcivescovo maggiore di Ernakulam-Angamaly, in rappresentanza di papa Benedetto XVI.

### Il miracolo per la canonizzazione
Il secondo miracolo segnalato riguarda Jewel, un bambino di 7 anni della città di Aloor (distretto di Thrissur). Il bambino era affetto da un tumore al collo che gli rendeva difficile la deglutizione e quindi l'assunzione di cibo. I medici del Dhanya Hospital di Potta (distretto di Thrissur) dichiararono incurabile la sua malattia. Poiché la sua famiglia era molto povera ed incapace di finanziare altre cure, decisero di dedicarsi alla preghiera; in particolare, la nonna pregò Madre Eufrasia affinché il nipote potesse guarire. I medici, ricontrollando il bambino qualche tempo dopo, notarono che il tumore iniziava a ridursi. Il dottor Sasikumar del Dhanya Hospital, dopo un attento esame, dichiarò che il tumore era scomparso. Diversi altri medici esaminarono il ragazzo e affermarono che si trattava di una guarigione scientificamente inspiegabile. Dopo il riconoscimento di questo secondo miracolo attribuito alla sua intercessione, Madre Eufrasia del Sacro Cuore di Gesù fu canonizzata da papa Francesco in piazza San Pietro il 23 novembre 2014, solennità di Cristo Re dell'Universo, assieme a Kuriakose Elias Chavara, fondatore della sua congregazione religiosa.
La memoria liturgica ricorre il 29 agosto, giorno della sua morte. Madre Eufrasia è la sesta indiana ad essere canonizzata.